# 툴리 마샬

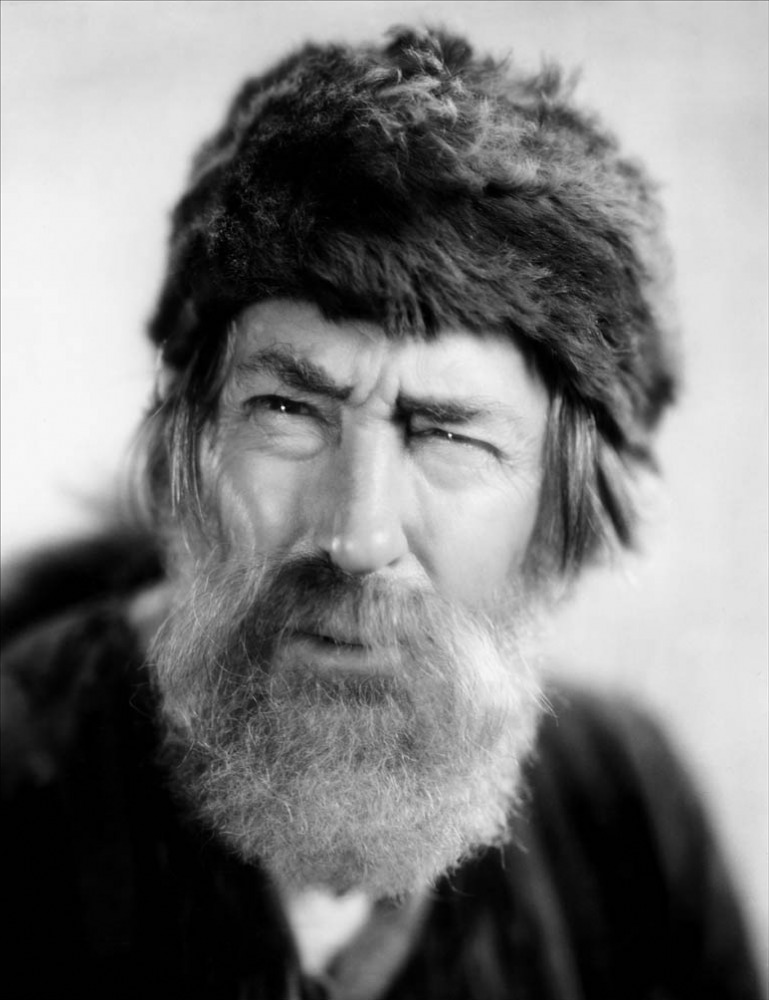

툴리 마샬(Tully Marshall, 1864년 4월 10일 ~ 1943년 3월 10일)은 미국의 연극 배우, 영화배우, 무대 연출가이다.
네바다시티에서 태어났으며 엔시노에서 사망하였다. 사인은 심근 경색이다. 할리우드 포에버 공동묘지에 매장되었다.

## 영화
- 웨스트 포인트에서 온 열 명의 신사 (1942년)
- 백주의 탈출 (1942년)
- 요크 상사 (1941년)
- 볼 오브 파이어 (1941년)
- 브릭햄 영 (1940년)
- 채드 한나 (1940년)
- 콜리지 스윙 (1938년)
- 소울스 앳 씨 (1937년)
- 두 시민 이야기 (1935년)
- 더 허리케인 익스프레스 (1932년)
- 레드 더스트 (1932년)
- 내가 죽인 남자 (1932년)
- 라스트 모히칸 (1932년)
- 그랜드 호텔 (1932년)
- 스카페이스 (1932년)
- 빅 트레일 (1930년) - 제크 역
- 넘버드 멘 (1930년)
- 언더 어 텍사스 문 (1930년)
- 매미 (1930년)
- 톰 소여 (1930년)
- 쇼 오브 쇼 (1929년)
- 브릿지 오브 산 루이스 레이 (1929년)
- 썬더볼트 (1929년)
- 더 트레일 오브 '98 (1928년)
- 고양이와 카나리아 (1927년) - 로저 크로스비 역
- 스물더링 파이어스 (1925년)
- 메리 위도우 (1925년)
- 노틀담의 꼽추 (1923년)
- 인톨러런스 (1916년)